# Proceratophrys renalis
Proceratophrys renalis är en groddjursart som först beskrevs av Miranda-Ribeiro 1920.  Proceratophrys renalis ingår i släktet Proceratophrys och familjen Cycloramphidae. Inga underarter finns listade i Catalogue of Life.